# Albert Maas (Politiker)
Albert Maas (* 14. Mai 1888 in Kalkar; † 11. Juli 1970 in Aachen) war ein deutscher Politiker.

## Leben und Wirken
Maas studierte nach dem Abitur Volkswirtschaftslehre und schloss sein Studium als Diplom-Volkswirt ab. Bis 1933 war er Mitglied der Zentrumspartei, für die er Geschäftsführer in Aachen war.
Nach dem Beginn der nationalsozialistischen Herrschaft arbeitete er im kaufmännischen Bereich. Im Jahr 1944 wurde Maas im Rahmen der Aktion Gitter verhaftet und zunächst im Aachener Gefängnis am Adalbertsteinweg und dann im Konzentrationslager Köln-Messehallen inhaftiert.
Im September 1945 war Maas Mitbegründer der Christlich Demokratischen Partei in Aachen – seit 1946 hieß sie auch dort CDU. Er war seit 1945 Vorsitzender der Partei in Aachen und war bis 1956 Vorsitzender des Kreisverbandes. Von Oktober 1946 bis November 1952 amtierte er als Oberbürgermeister Aachens. Als solcher war er Mitglied im Direktorium zur Vergabe des Internationalen Karlspreises, den er 1949 ebenfalls mitbegründete. In der ersten Ernennungsperiode war Maas Mitglied im ernannten Landtag von Nordrhein-Westfalen.
Außerdem war Maas 1946 Mitgründer und Geschäftsführer der Aachener Volkszeitung.
In Aachen ist eine Straße nach Maas benannt. Die Fernsehjournalistin Angela Maas und der Filmregisseur Georg Maas sind zwei von seinen Enkelkindern. Albert Maas fand seine letzte Ruhestätte auf dem Aachener Waldfriedhof.